# Luis Wells
Luis Alberto Wells (Buenos Aires, 14 de julio de 1939-Mendiolaza, Córdoba, 13 de junio de 2023) fue un artista argentino, cuyas obras abarcan la pintura, escultura, ambientaciones, arquitectura y diseño. Pionero en el arte del objeto y los ensamblajes empleando material de desecho. Sus creaciones más características son los objetos que él llamó "Toys", algunos con piezas intercambiables, y sus "Techos". Fue el fundador del Movimiento Informalista de Argentina.

## Biografía

### Primeros años

Vista de la exposición Arte destructivo en la Galería Lirolay, 1961.

En 1958 egresó de la Escuela Prilidiano Pueyrredón como profesor de dibujo, grabado e ilustración. El mismo año realiza su primera muestra junto a su amigo Rogelio Polesello, en la Galería Galatea, donde expone las monocopias experimentales que realizaba en la escuela. A sus 19 años forma parte del Movimiento Informalista junto con Kenneth Kemble y Alberto Greco, junto al grupo Informalista participa en las muestras de Galería Van Riel y en el Museo de Arte Moderno de Buenos Aires (1959). Realiza el Collage de los troncos y el Collage de las latas, obra con la cual trasciende el espacio pictórico e inaugura la estética del objeto en Argentina. 
Durante los primeros años de la década del 60 participa en la Primera Exposición Internacional de Arte Moderno, en el Museo de Arte Moderno de Buenos Aires (1960), en 150 años de Arte Argentino, en el Museo Nacional de Bellas Artes (1960), Arte Destructivo y 14 pintores de la Nueva generación, en la Galería Lirolay (1961-1960), en el exterior en Arte Argentino Contemporáneo en Río de Janeiro (1961), en la Bienal Internacional de Artistas Jóvenes en París (1960) y en Buenos Aires ´64 en Nueva York. Además participa en los Premios de Pintura y Escultura del Instituto Torcuato Di Tella donde obtiene el Premio Especial del Jurado en 1965 con su obra Denotación Espacial, uno de sus "Techos": que son volúmenes escultóricos aplicados en el cieloraso; también recibe dos veces la Faja de Honor en el Premio Ver y Estimar. A mediados de esta década también realiza otro tipo de obra que será icónica en su producción, son los llamados Toys: objetos de carácter lúdico, de una,  dos o más piezas intercambiables de lugar y posición, posibilitando composiciones diversas y dando la posibilidad de participación al espectador.

### Londres y Nueva York
En 1966 se estableció en Londres tras haber recibido el Premio Beca British Council para realizar estudios en el Royal College of Art por un año. Luego se radicará en Nueva York donde participa en dos oportunidades de Street Works (1969), integra y funda el Museo Imaginario Latinoamericano, realiza en varias oportunidades sus "Techos" y una de sus maquetas, la del Techo de Jorge Romero Brest, es adquirida por Alfred Barr Jr. para el MoMA (1970). En 1971 participa en Contrabienal, una publicación en forma de protesta contra la dictadura militar en Brasil y la XI Bienal de San Pablo. Junto a Luis Camnitzer y Ruben Gerchman funda Integralia, estudio de diseño de objetos de artistas, también trabaja como diseñador industrial para Shop2, obteniendo dos premios Excellence of Desing, y para maestros del diseño arquitectónico como I.M. Pei y Paul Rudolph.

### Regreso a Argentina
A su regreso al país en 1976 retoma la producción de objetos y pinturas, paralelamente realiza varias fachadas y ambientaciones en residencias particulares junto al Estudio Giesso, en la actualidad se puede ver sin su pintura original la fachada del Edificio de Oficinas en la esquina de Av. Corrientes y Libertad en la ciudad de Buenos Aires (1979), que fue publicado por la Revista Domus (n° 616, 1981) en donde Alessandro Mendini lo considera como una alternativa al "courtain wall" y lo denomina "escultura totémica".
La década del 80 estuvo marcada por pinturas de gran formato, en donde abordó el plano recortado, variaciones sobre el cuadrado, sus alteraciones y divisiones, una mezcla de geometría suelta con fondos y color expresionista. De esta época son las muestras en la Galería Paulo Kablin en Río de Janeiro (1987), en la Galería Plástica Nueva en Santiago de Chile (1989) o en el Museo Nacional de Costa Rica (1991), en estos años recibió varios premios y distinciones, donde se destacan el Premios Konex (1982), el Primer Premio Tres Arroyos de la Academia Nacional de Bellas Artes (1986), y el Gran Premio de Honor en la IX Bienal Internacional de Arte de Valparaíso, Chile (1989).
En sus pinturas las formas geométricas se irán transformando en figuras antropoides, que luego las pondrá en relación con personajes del cómic, dibujos animados, historietas o el grabado japonés, este es el periodo figurativo que trabajó durante los años 90 y que en ocasiones incluyó citas a su propia obra. También desarrolló lo figurativo en volumen, haciendo esculturas que denominó Caminantes, hombres o mujeres con facciones y extremidades filosas y largas. En estos años obtuvo reconocimientos como el Primer Premio del Salón Municipal Manuel Belgrano (1996) y el Gran Premio de Honor del Salón Nacional (1997).
En los comienzos de los años 2000 entre las tantas participaciones en exposiciones se destaca que integró el envío argentino a la VII Bienal Internacional de Cuenca en Ecuador (2001), realizó en el Museo Nacional de Bellas Artes la muestra Wells: muestra antológica (2003), recibió el Premio Trabucco otorgado por la Academia Nacional de Bellas Artes (2003) y realizó la individual Wells: padre del informalismo argentino, en la Galería Sopa de Letras, Valencia (2004).
Los últimos diez años de su producción estuvo marcada por el regreso a la abstracción, donde volió a la realización de los "Toys" y sus "Techos", estos mayormente blancos con algunos vivos de color, como el de la colección MALBA-Fundación Constantini (2007), o totalmente monocromo blanco como el realizado para la exposición Luis Wells: Obra Imprevisible en la Sala Cronopios del Centro Cultural Recoleta (2008).
En esos años realizó varias esculturas monumentales emplazadas en la vía pública en la ciudad de Córdoba y alrededores, como el Homenaje a Herbert Diehl de 8 metros de altura, la Serpiente de 5,5 metros de alto en el Cerro de las Rosas o la Yarará en la ciudad de Unquillo realizada para el X simposio Internacional de Escultura, su larga relación con Córdoba fue coronada con su muestra Wells. La fiesta secreta en el Museo Provincial Emilio Caraffa (2014) en donde instaló en la entrada al Museo un "Toy" de escala monumental. 
Entre las últimas muestras colectivas en que participó se encuentran: Imán: Nueva York. Arte Argentino de los años ´60, Fundación Proa (2010), Jóvenes y Modernos de la años ´50, MAMBA (2012), El espíritu Pop. Arte argentino de los sesenta, Museo de Arte Contemporáneo MAR (2013), La explosión de la forma. Arte abstracto Argentino de la década del ´50, Museo de Arte de Tigre (2014) y Primera antología del siglo XX: Arquitectos, artistas y diseñadores, Sala Cronopios, Centro Cultural Recoleta (2015).
En 2016, presentó su libro biográfico WELLS, en el contexto de su muestra individual Luis Wells / 58´-65´ De la destrucción al juego en Maman Fine Art Gallery.

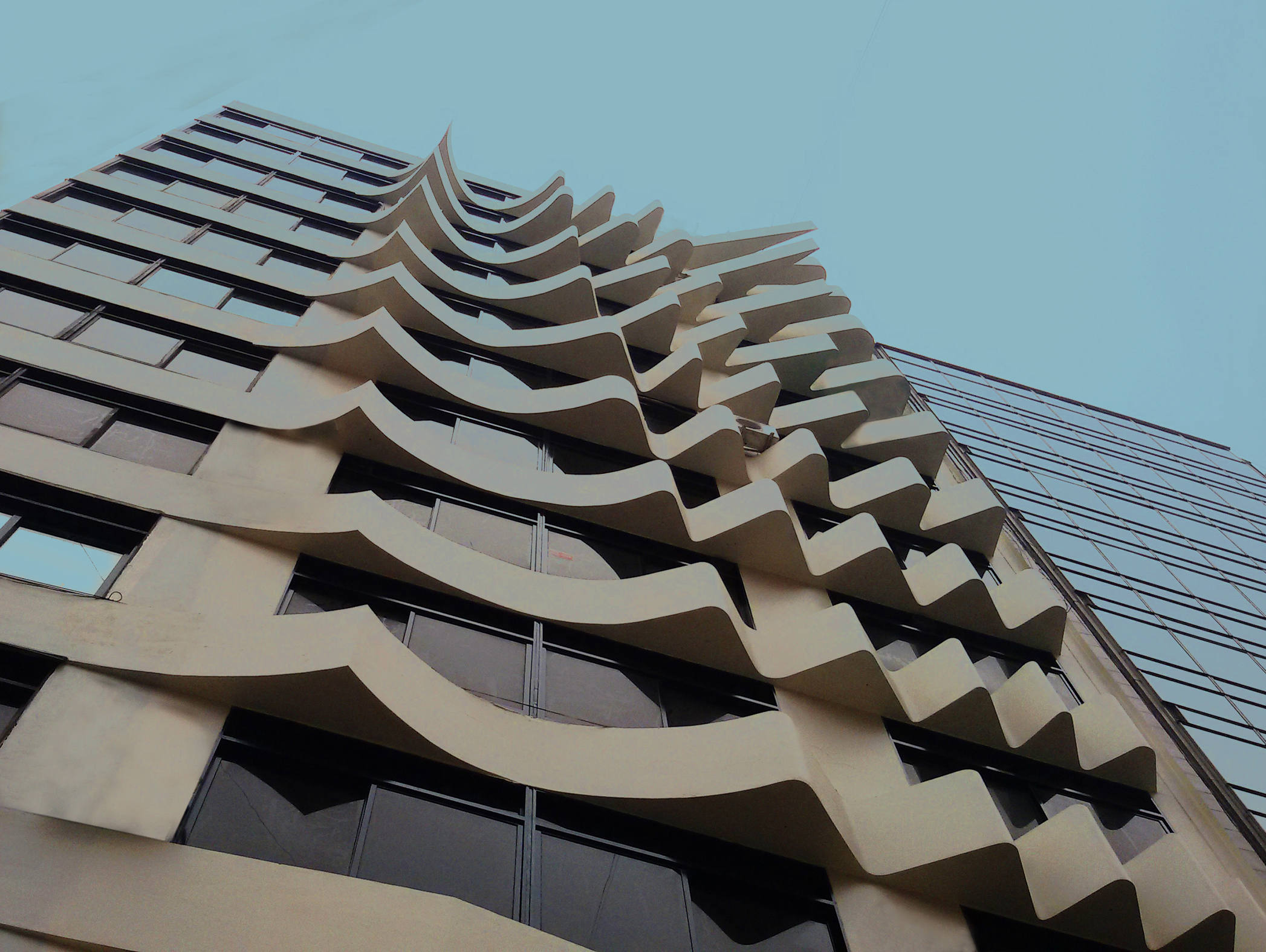
Diseño de fachada por Luis Wells, edificio de oficinas en Av. Corrientes y Libertad, 1980, Buenos Aires. Fotografía en la actualidad.